# Омельня
Омельня (біл. Амяльня) — зупинний пункт Могильовського відділення Білоруської залізниці в Бобруйському районі Могилевської області. Розташований за 1,7 км на південний схід від села Омелянська Слобода; на лінії Жлобин — Осиповичі I, поміж зупинним пунктом Данилів Міст і зупинним пунктом Микуличі.